# Kloster Vadstena

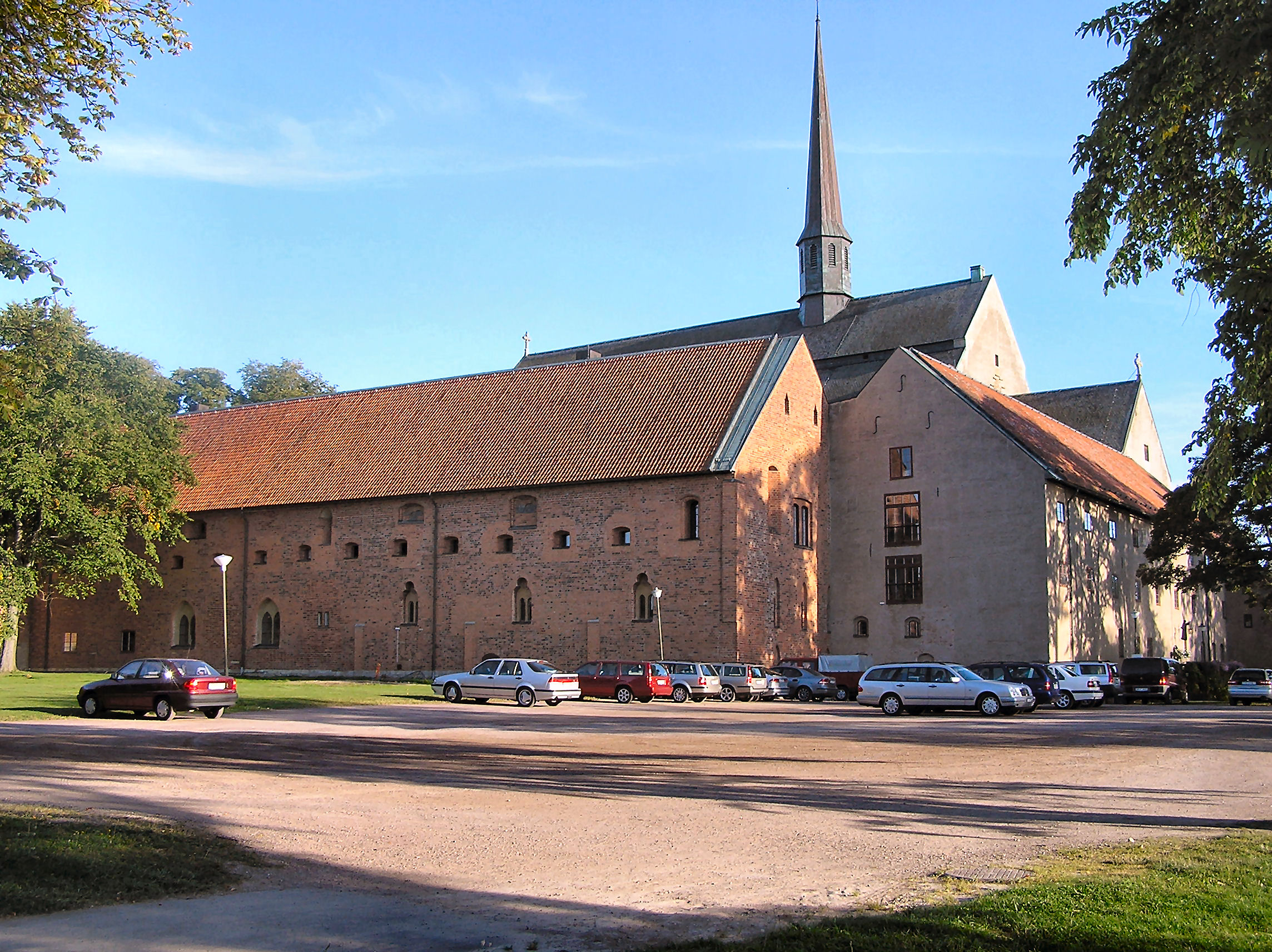
Kloster Vadstena, im Vordergrund der Flügel für die Nonnen, im Hintergrund die Klosterkirche

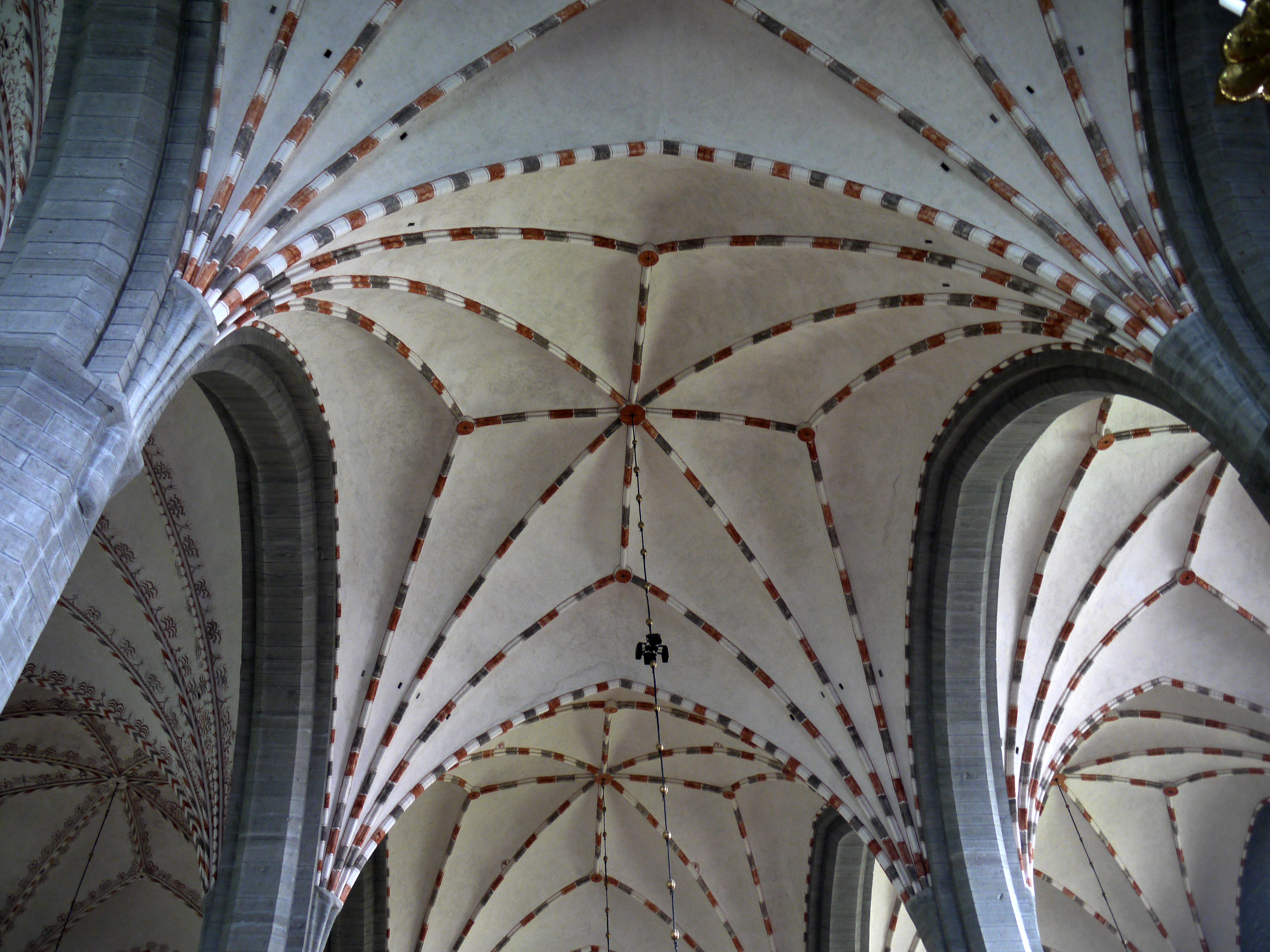
Blick auf das Gewölbe im Inneren der Kirche

Das Kloster Vadstena (Abtei Pax Mariae) liegt in der Stadt Vadstena in der schwedischen Provinz Östergötland. Das Unserer Lieben Frau vom Frieden gewidmete Kloster war wie alle Klöster des Erlöserordens ursprünglich ein Doppelkloster. Seit 1963 lebt dort wieder ein Konvent Birgittinnen.

## Geschichte
In der Stadt Vadstena wurde 1346 der Grundstein für ein Kloster gelegt, das von der hl. Birgitta als Mutterkloster für den von ihr gegründeten Orden des Allerheiligsten Erlösers werden sollte. Die dazu nötigen Ländereien schenkte Königin Blanche von Namur, deren Hofmeisterin Brigitta gewesen war. 1384, elf Jahre nach dem Tod der heiligen Birgitta, wurde das Kloster geweiht. Es entwickelte sich zu einem geistlichen Zentrum und aufgrund von Schenkungen zum größten Grundbesitzer Schwedens. Das Kloster wurde in der Reformationszeit 1595 säkularisiert.
1369 begann man mit dem Bau der gotischen Klosterkirche. Gemäß den Anweisungen der heiligen Birgitta sollte die Kirche einfach und ohne Schmuck errichtet werden. 1374 wurde ihre Tochter, die heilige Katharina von Schweden, in der Nachfolge Birgittas neue Äbtissin des Klosters.
Die Kirche ist ein dreischiffiger gotischer Bau aus blaugrauem Kalkstein, daher auch die Bezeichnung Blåkyrkan („Blaukirche“). Der Chor der Nonnen lag im Osten, während der Chor der Ordensbrüder im Westen lag. Die Kirche konnte 1430 geweiht werden, es dauerte jedoch noch ein weiteres Jahrzehnt, bis sie endgültig fertiggestellt war. Bei Restaurierungen im 18. und 19. Jahrhundert wurde vor allem die Dachkonstruktion verändert. Die der Jungfrau Maria und der hl. Birgitta geweihte Kirche war als Grabeskirche sehr beliebt und eine größere Anzahl mittelalterlicher Grabplatten sind bewahrt. Unter den dort Beigesetzten befindet sich die dänisch-schwedische Königin Philippa (1394–1430), eine große Wohltäterin des Konvents; sie ist auch auf einem der Kirchenfenster verewigt. In der Blakyrkan befinden sich Reliquien der hl. Birgitta und Katharina von Schweden.
Der Konvent der Birgittinnen von Vadstena lebt mittlerweile nicht mehr im historischen Gebäude, sondern in einem Neubau mit eigener Kapelle in der Nähe des historischen Klostergeländes. Das neue Kloster Pax Mariae wurde 1963 von niederländischen Birgittinnen wiederbesiedelt; so kehrte der Orden an seinen Geburtsort zurück. Zum Habit der Nonnen mit feierlicher Profess gehört ein schwarzer Schleier, der eine stilisierte weiße Krone mit den fünf heiligen Wunden trägt.

## Leitung
1991 wurde mit Maria Karin Adolfsson (* 1946), genannt Mutter Karin, erstmals seit 1593 wieder eine Äbtissin in Vadstena eingesetzt. Ihre am 5. Januar 2016 geweihte Nachfolgerin Jenny Maria Schaub (* 1961) ist erst die dritte in Schweden geweihte Äbtissin seit der Reformation.

## Varia
Die Erzählung Sankt Brigittas Heiligtum, von Konrad Kümmel (1848–1936), veröffentlicht im II. Band seiner Reihe Sonntagsstille (Herder Verlag, Freiburg, 1906), rankt sich um das Kloster Vadstena.